# Upeneus
Upeneus is een geslacht van straalvinnige vissen uit de familie van zeebarbelen (Mullidae). Het geslacht is voor het eerst wetenschappelijk beschreven in 1829 door Cuvier & Valenciennes.

## Soorten
- Upeneus arge (Jordan & Evermann, 1903)
- Upeneus asymmetricus (Lachner, 1954)
- Upeneus australiae (Kim & Nakaya, 2002)
- Upeneus crosnieri (Fourmanoir & Guézé, 1967)
- Upeneus davidaromi (Golani, 2001)
- Upeneus doriae (Günther, 1869)
- Upeneus filifer (Ogilby, 1910)
- Upeneus francisi (Randall & Guézé, 1992)
- Upeneus guttatus (Day, 1868)
- Upeneus indicus Uiblein & Heemstra, 2010
- Upeneus itoui Yamashita, Golani & Motomura, 2011
- Upeneus japonicus (Houttuyn, 1782)
- Upeneus luzonius (Jordan & Seale, 1907)
- Upeneus margarethae Uiblein & Heemstra, 2010
- Upeneus mascareinsis (Fourmanoir & Guézé, 1967)
- Upeneus moluccensis (Bleeker, 1855) – Goudbandmul
- Upeneus mouthami (Randall & Kulbicki, 2006)[2]
- Upeneus oligospilus Lachner, 1954
- Upeneus parvus (Poey, 1852)
- Upeneus pori (Ben-Tuvia & Golani, 1989)
- Upeneus quadrilineatus (Cheng & Wang, 1963)
- Upeneus randalli Upeneus randalli
- Upeneus seychellensis Uiblein & Heemstra, 2011
- Upeneus stenopsis Uiblein & McGrouther, 2012
- Upeneus suahelicus Uiblein & Heemstra, 2010
- Upeneus subvittatus (Temminck & Schlegel, 1843)
- Upeneus sulphureus (Cuvier, 1829)
- Upeneus sundaicus (Bleeker, 1855)
- Upeneus supravittatus Uiblein & Heemstra, 2010
- Upeneus taeniopterus (Cuvier, 1829)
- Upeneus tragula (Richardson, 1846)
- Upeneus vittatus (Forsskål, 1775)
- Upeneus xanthogrammus (Gilbert, 1892)